# ブリストル ボーファイター
ボーファイター
飛行するボーファイター Mk.IC A19-43号機
(豪空軍第31飛行隊所属、1944年撮影、カラー)
- 用途：戦闘機、夜間戦闘機、雷撃機、戦闘爆撃機、練習機、偵察機
- 分類：陸上戦闘機
- 設計者：レスリー・ジョージ・フリーゼ
- 製造者：

  - ブリストル・エアロプレイン社（開発元）
  - オーストラリア国営航空廠
- 運用者

  -  イギリス空軍
  -  オーストラリア空軍
  -  カナダ空軍
  -  アメリカ陸軍航空軍 ほか
- 初飛行：1939年7月17日
- 生産数：5,928機
- 生産開始：1940年5月
- 運用開始：

  - 1940年7月27日（空軍へ納入）
  - 1940年8月12日（部隊へ輸送）
- 退役

  - 1954年（ドミニカ共和国空軍）
  - 1960年（オーストラリア空軍）
  - 1960年5月12日（イギリス空軍）
- 運用状況：退役

ボーファイター（Bristol Beaufighter ）は、イギリスのブリストル社が開発し、第二次世界大戦において主にイギリス空軍に運用された戦闘機。
名称の「ボーファイター (Beaufighter)」は、原型となったボーフォート雷撃機 (Beaufort)から派生した戦闘機 (fighter)という意味の造語である。また、愛称として「ボー (Beau)」とも呼ばれた。

## 概要
本来は、長距離を飛行できる昼間戦闘機とすべく双発の重戦闘機として開発された機体。戦闘機とするには性能不足であったが、搭載量に余裕があったことからレーダーを装備した夜間戦闘機や戦闘雷撃機などとして多種多様な任務に使用された。
また、発動機も他機種の生産状況との兼ね合いによって空冷のハーキュリーズエンジンを搭載した型と液冷のマーリンエンジンを搭載した型があるという珍しい機体である。

## 開発の流れ
ボーファイターの起源は、同じブリストル社が開発した双発雷撃機ブリストル ボーフォートと、全く別の試作戦闘機ブリストル タイプ 151にまで遡る。
ボーフォートを元にした計画はトーラスエンジンと20 mm機関砲を装備した重武装の昼間爆撃機を目指したものであったが、関係者が死去したことにより計画は中断されてしまった。
タイプ151の計画は、当初、ハーキュリーズエンジン装備の単発戦闘機であったが、後に空軍の仕様書F37/35に沿った、アクアリアエンジン装備の双発戦闘機に改められ、タイプ153、およびタイプ153Aと呼ばれた。しかし、この計画はウェストランド ホワールウィンドに敗れ、不採用となった。
その1年後、ブリストル社からの提案という形で新たな双発戦闘機の仕様書が空軍に提出されるが空軍の要求と合わなかったため、いくつかの仕様が検討され、結局、ボーフォートの機体を流用した、タイプ156が選択された。
この仕様はハーキュリースエンジンを2基、機首下にイスパノ Mk.II 20mm機関砲4門を装備しており、尾翼、外翼、降着装置をボーフォートと共通しているため、設計期間が短くて済み、生産転換も容易である点が特に評価された。
試作1号機は1939年7月に行われ、性能は思わしくなく各種改修を行っても最大速度は期待された539 km/hを下回る497 km/hしか出なかったが、機動性は概ね満足の行くものに仕上がっており、1940年7月に制式採用され、ごく少数機がバトル・オブ・ブリテンの昼間迎撃にも参加している。
夜間戦闘機としての運用もほぼ同時に始まり、レーダーを搭載したタイプが1941年ごろから夜間戦闘機の主力として大きな戦果をあげている。
対艦攻撃機としてのボーファイターは、1942年11月に最初の部隊が編成されている。索敵、機銃掃射、爆撃、雷撃等、艦船攻撃用の複数の任務を1機種でまかなえる雷撃型ボーファイターの登場は、混成対艦攻撃の嚆矢となった。

## 各型
タイプ 156
試作機。ハーキュリーズ Mk.I-M / I-SM / IIエンジンなどを搭載。
ボーファイター Mk.I
Mk.ICとMk.IFの当初の名称。
ボーファイター Mk.IC

雷撃機型。Cは「沿岸部 (coast)」を表している。爆撃機としても運用された。ハーキュリーズ Mk.III / X / XIエンジンを搭載。
ボーファイター Mk.IF

複座の戦闘機型。ハーキュリーズMk.III / X / XIエンジンを搭載。

ボーファイター Mk.II
Mk.IIFの原型機。マーリン Mk.Xエンジンを搭載。

ボーファイター Mk.IIF

夜間戦闘機型。ハーキュリーズエンジンが1941年後半まで、スターリング爆撃機への供給が優先とされていたことから、大量生産のためにマーリン Mk.XXエンジンを搭載した。

ボーファイター Mk.III
試作機型。ハーキュリーズ Mk.VIエンジンを搭載。絞られた新設計の胴体に6門の機関砲と6梃の機関銃を装備した。生産ラインの変更に過大な支出がかかることが判明したため製造されず。

ボーファイター Mk.IV
試作機型。グリフォンエンジンを搭載。絞られた新設計の胴体に6門の機関砲と6梃の機関銃を装備した。Mk.IIIと同じ理由で製造されず。

ボーファイター Mk.V
戦闘機型。基本設計はMk.IFを踏襲し、1組の機首機関砲と翼内機関銃が操縦席後方の7.7 mm機関銃4梃を搭載したボールトンポール製の砲塔へ変更された。マーリン Mk.XXエンジンを搭載した。飛行機・兵器試験場（A＆AEE）においで試験が行われたとき、R2274号機は19000フィートで302マイル/hの速度を発した。

ボーファイター Mk.VI
Mk.VICとMk.VIFの原型機。基本設計はMk.IFを踏襲しているが、ハーキュリーズ Mk.VIエンジンへと換装されている。

ボーファイター Mk.VIC

雷撃機型。Mk.ICに類似している。

ボーファイター Mk.VIF

AI Mk.VIIIレーダーを装備した夜間戦闘機型。

ボーファイター Mk.VI（ITF）
試作戦闘雷撃機型。

ボーファイター Mk.VII
ハーキュリーズ Mk.26エンジン搭載のオーストラリア製戦闘機型案。製造されず。

ボーファイター Mk.VIII
ハーキュリーズ Mk.XVIIエンジン搭載のオーストラリア製戦闘機型案。製造されず。

ボーファイター Mk.IX
ハーキュリーズ Mk.XVIIエンジン搭載のオーストラリア製戦闘機型案。製造されず。

ボーファイター TF Mk.X

複座戦闘雷撃機型。「トーボー (Torbeau)」と呼ばれた。クロップドスーパーチャージャーのついたハーキュリーズ Mk.XVIIエンジンを搭載し、低高度での運動性が良くなった。後期生産機には、画像のようにドーサルフィンが追加された。2,231機製造。

ボーファイター TT Mk.X

標的曳航機・練習機型。TF Mk.Xから改装されたものも含む。

ボーファイター Mk.XIC
偵察機型。Mk.Xから沿岸部隊向けに改められた機体だが、魚雷搭載装備は無い。

ボーファイター Mk.XII
長距離護衛戦闘機型案。Mk.XICを改修の上、落下式増槽を装備できる予定であった。製造されず。

ボーファイター TF Mk.XX / TF Mk.XXI (Mk.21)
オーストラリアの国営航空廠（DAP）がライセンス生産した戦闘機・練習機型。TF Mk.XXはニュージーランド向け、TF Mk.XXIはオーストラリア空軍向けの生産機。ハーキュリーズ Mk.XVIIエンジンを搭載し、機首に4門の20 mm機関砲、4梃の12.7 mm機関銃を装備し、130 mmの高速ロケット弾を8発、110 kg爆弾を2発、230 kg爆弾を2発と1基のMk.13魚雷を1発搭載できる。

## 諸元
TF Mk.X
出典: Jane's Fighting Aircraft of World War II.
諸元
- 乗員: 2名（パイロット、偵察員）
- 全長: 12.6 m （41 ft 4 in）
- 全高: 4.84 m （15 ft 10 in）
- 翼幅: 17.65 m（57 ft 10 in）
- 空虚重量: 7,072 kg （15,592 lb）
- 最大離陸重量: 11,521 kg （25,400 lb）
- 動力: ブリストル ハーキュリーズ 14気筒レシプロエンジン、1,200 kW （1,600 hp）   × 2

性能
- 最大速度: 515 km/h （280 kt, 320 mph） 10,000 ft (3,050 m)
- 航続距離: 2,816 km （1,750 海里） 1,520 nm
- 実用上昇限度: 5,795 m （19,000 ft）
- 上昇率: 8.2 m/s （1,600 ft/min）

武装

ボーファイターの三面図と主要な型式

- * 固定武装：イスパノ・スイザ HS.404 20 mm 機関砲 4門（各60、計240ラウンド）
  - 戦闘機部隊配備機
    - 右翼：7.7 mm (.303 in) 機関銃 4門
    - 左翼：7.7 mm機関銃 2門
    - 搭載：RP-3 ロケット 8発 または 1000 lb 爆弾 2発

  - 沿岸航空隊配備機
    - ヴィッカーズ GO 7.7 mm 旋回機関銃 1門
    - ブローニング 7.7 mm 旋回機関銃 1門
    - 搭載：457 mm (18 in) 魚雷 1発

## 現存する機体
以下の機体のほかに、3機ほどが海中に沈んでいることが判明している。
| 型名      | 番号          | 機体写真 | 所在地                                  | 所有者                                           | 公開状況 | 状態     | 備考 |
| --------- | ------------- | -------- | --------------------------------------- | ------------------------------------------------ | -------- | -------- | --- |
| Mk.IC     | T5070         |          | オーストラリア ニューサウスウェールズ州 | ファイター・ワールド                             | 公開     | 静態展示 | |
| Mk.IC     | A19-43        |          | アメリカ オハイオ州                     | 国立アメリカ空軍博物館                           | 公開     | 静態展示 | 第415夜間戦闘飛行隊長のハロルド・オーグスパーガー大尉が搭乗していたT5049号機の塗装がされている。                                       |
| Mk.IF     | R2065         | 写真     | イギリス ウェストサセックス州           | ウィングス・ミュージアム                         | 公開     | 静態展示 | コックピット部のみ現存。 |
| Mk.IF     | X7688 3858M   | 写真     | オーストラリア ニューサウスウェールズ州 | HARS航空博物館                                   | 公開     | 静態展示 | コックピット部のみ現存。 |
| Mk.IIF    | R2270         |          | イギリス ブリストル都市州               | 航空宇宙ブリストル                               | 公開     | 静態展示 | コックピット部のみ現存。もとはイギリス空軍博物館ロンドン館にあった。旧写真                                                             |
| Mk.VIC    | T5298         | 写真     | イギリス ウォーウィックシャー州         | ミッドランド航空博物館                           | 公開     | 静態展示 | |
| TF Mk.X   | JM333         |          | イギリス リンカンシャー州               | クリーソープス市の浜                             | 公開     | 放置     | 第254飛行隊に所属していた機体。1944年4月21日、ノースコーツ空軍基地から離陸した直後にエンジントラブルが発生し海岸に不時着した。         |
| TF Mk.X   | RD220 BF-10   | 写真     | イギリス ロージアン地方                 | 国立飛行博物館                                   | 公開     | 静態展示 | ポルトガル空軍でも輸送機として空挺部隊の輸送などに運用された機体。未修復の状態で展示されている。                                       |
| TF Mk.X   | RD253 BF-13   |          | イギリス ロンドン                       | イギリス空軍博物館ロンドン館                     | 公開     | 静態展示 | ポルトガル空軍で運用されたのち、イギリス空軍で練習機として使用されたもの。                                                             |
| TF Mk.X   | RD867         | 写真     | カナダ オンタリオ州                     | カナダ航空宇宙博物館 (オタワ)                    | 公開     | 保管中   | イギリス空軍博物館で胴体部や降着装置が完成した状態で保管されていたが、1969年にボーリングブローク爆撃機との交換で左記施設に移動された。 |
| Mk.XIC    | JM135 A19-144 |          | イギリス ケンブリッジシャー州           | ザ・ファイター・コレクション                     | 公開     | 修復中   | Mk.XICのA19-148 (JL946)号機とMk.XXIを一部に使用して復元されている。飛行可能とすべく修復されているが、エンジンを探すのに難航している。  |
| TF Mk.XXI | A8-186        | 写真     | オーストラリア ニューサウスウェールズ州 | カムデン・ミュージアム・オヴ・エイヴィエーション | 非公開   | 修復中   | |
| TF Mk.XXI | A8-328        |          | オーストラリア ヴィクトリア州           | オーストラリア国立航空博物館                     | 公開     | 静態展示 | 1945年8月15日に完成した機体。標的曳航機として運用された。A8-39号機の塗装がされている。                                                 |
| TF Mk.XXI | A8-386        | 写真     | オーストラリア ニューサウスウェールズ州 | カムデン・ミュージアム・オヴ・エイヴィエーション | 非公開   | 静態展示 | コックピット部のみ現存。 |

## 登場作品

### ゲーム
『鋼鉄の咆哮 ウォーシップコマンダー』
イギリス型の航空機として登場。史実同様に戦闘機でありながら、航空魚雷を搭載可能としている。
『紺碧の艦隊2 ADVANCE』
イギリスの戦闘機として登場。